# Лозански мир 1923.
Лозански мир 1923. је мировни споразум између републике Турске са једне и коалиције Антанта са друге стране. Потписан је 24. јула 1923. у Лозани на конференцији која је одржана од 20. новембра 1922. до 24. јула 1923. године. Њиме су поништене по Турску веома неповољне одредбе претходног мировног уговора у Севру (1920) који Велика народна скупштина Турске није прихватила.
Пошто су извршене територијалне исправке (Турској је враћена источна Тракија c Једреном и Анадолија са Измиром), а држава је добила садашње границе. Установљени режим међународног надзора над демилитаризованим Мореузима, промењен је касније Конвенцијом усвојеном у Монтреу (1936). Краљевина СХС није потписала Лозански уговор, већ је c Турском закључила посебан уговор o миру.
Турска је ратификовала споразум 23. августа 1923. године, а све остале потписнице 16. јула 1924. године. Ступио је на снагу 6. августа 1924. године, када су ратификациони инструменти званично депоновани у Паризу. Декларацијом о амнестији дат је имунитет за злочине почињене између 1914. и 1922. године, посебно за геноцид над Јерменима. Историчар Ханс-Лукас Кисер наводи: „Лозана је прећутно подржавала свеобухватну политику протеривања и истребљења хетероетничких и хетеро-религијских група“.

## Позадина
Након повлачења грчких снага у Малој Азији и протеривања отоманског султана од стране турске војске под командом Мустафе Кемала Ататурка, кемалистичка влада Турског националног покрета са седиштем у Анкари одбацила је територијалне губитке наметнуте Севрским уговором из 1920. који је раније потписало Османско царство, али је остао нератификован. Британија је настојала да поткопа турски утицај у Месопотамији и Киркуку тражећи стварање курдске државе у источној Анадолији. Секуларна кемалистичка реторика ослабила је неке од међународних забринутости око будућности Јермена који су преживели геноцид над Јерменима 1915. године, а подршка за самоопредељење Курда је на сличан начин опала. Према Уговору из Лозане, потписаном 1923. године, источна Анадолија је постала део данашње Турске, у замену за одустајање Турске од претензија из отоманског доба на арапске земље богате нафтом.
Преговори су вођени током Конференције у Лозани. Исмет Инону је био главни преговарач за Турску. Лорд Керзон, тадашњи британски министар спољних послова, био је главни преговарач за савезнике, док је Елефтериос Венизелос преговарао у име Грчке. Преговори су трајали много месеци. Дана 20. новембра 1922. отворена је мировна конференција; споразум је потписан 24. јула након осам месеци напорних преговора, испрекиданих са неколико турских повлачења. У савезничкој делегацији је био амерички адмирал Марк Л. Бристол, који је служио као високи комесар Сједињених Држава и подржавао турске напоре.

## Одредбе
Уговор се састојао од 143 чланова са главним одељцима, укључујући: конвенцију о турским мореузима, трговину (укидање капитулација) – члан 28 предвиђао је: „Свака од високих страна уговорница овим прихвата, што се ње тиче, потпуно укидање капитулација у Турској у сваком погледу.“, споразуме и обавезујућа писма.
Уговор је предвиђао независност Републике Турске, али и заштиту грчке православне хришћанске мањине у Турској и муслиманске мањине у Грчкој. Међутим, већина хришћанског становништва Турске и муслиманског становништва Грчке већ је била депортована према ранијој Конвенцији о размени грчког и турског становништва коју су потписале Грчка и Турска. Искључени су само грчки православци из Константинопоља, Имброса и Тенедоса (око 270.000 у то време), и муслиманско становништво Западне Тракије (око 129.120 1923. године). Чланом 14. уговора је острвима Имброс (Гокчеада) и Тенедос (Бозчада) додељена „посебна административна организација“, право које је турска влада укинула 17. фебруара 1926. Турска је такође формално прихватила губитак Кипра (који је био дат у закуп Британској империји након Берлинског конгреса 1878, али је де јуре остао османска територија до Првог светског рата). Египат и Англо-египатски Судан (оба су окупирале британске снаге са изговором да „угуше Ураби револт и обнове ред“ 1882, али су де јуре остале отоманске територије до Првог светског рата) предати су Британској империји, која их је једнострано припојила 5. новембра 1914. године. Судбина провинције Мосул је остављена да се одреди кроз Лигу народа. Турска се такође изричито одрекла свих претензија на острва Додеканез, која је Италија била обавезна да врати Турској према члану 2 Уговора из Ушија 1912. године након Турско-италијанског рата (1911–1912).

## Декларација о амнестији
Анекс VIII уговора, назван „Декларација амнестије“, дао је имунитет починиоцима било каквих злочина „повезаних са политичким догађајима“ почињених између 1914. и 1922. године. Уговор је тако ставио тачку на напоре да се отомански ратни злочинци процесуирају за злочине као што су геноцид над Јерменима, асирски геноцид и грчи геноцид и кодификована је некажњивост за геноцид.